# Ŝwidrykultur
Ŝwidrykulturen var en kultur i området sydøst for Østersøen (omtrent svarende til det nuværende Polen) i tiden 11.000-9.500 f.Kr.
Ŝwidrykulturen er omtrent samtidig med Ahrensburgkulturen. Det er uklart, om de to har samme udgangspunkt (i givet fald det sydlige Frankrig og nordlige Spanien, der var isfrit under sidste istid og hvor der levede mennesker) eller havde et andet udgangspunkt (for Ŝwidrykulturens vedkommende i givet fald ved Sortehavet).
Der skelnes mellem tre delperioder:
1. Tidlig Ŝwidrykultur
2. Udviklet Ŝwidrykultur,
3. Sen Ŝwidrykultur.

Det menes, at Ŝwidrykulturen var udgangspunkt for de kulturer, der udvikledes længere nordpå ved den baltiske østkyst og i indlandet, herunder Butovokulturen, Kundakulturen og Veretjekulturen.

## Udvikling
Der kan skelnes mellem tre delperioder af Ŝwidrykultur:
De rå flintblade fra den tidlige Ŝwidrykultur findes i området Nowy Mlyn i Świętokrzyskiebjergene (Hellig Kors-bjergene).
Den udviklede Ŝwidrykultur optrådte med deres migrationer mod nord og er kendetegnet ved karakteristiske klinger; denne fase adskiller den nordvestlige europæiske kulturprovinsion, der omfatter Belgien, Holland, det nordvestlige Tyskland, Danmark og Norge på den ene side og den mellemste østeuropæiske kulturprovinsion, der omfatter Schlesien, provinsen Brandenburg, Polen, Litauen, Hviderusland, det centrale Rusland, Ukraine og Krim.
Sen Ŝwidrykultur er kendetegnet ved knive med en stumb ryg.
Den swiderianske kultur spiller en central rolle i den palæolitiske-mesolitiske overgangsperiode. Det er almindeligt accepteret, at størstedelen af den swideriske befolkning emigerede hen imod slutningen af pleistocæn (9.500 f.Kr. kalibreret) mod nordøst efter den tilbagetrækkende tundra efter den yngre Dryas. De seneste Kulstof 14-dateringer viser, at nogle grupper tilhørende det Ŝwidry-Ahrensburgiske kompleks fortsatte ind i præboreal. tid I modsætning til Vesteuropa var de mesolitiske grupper, der nu beboer den polske slette, nykomne. Dette er blevet påvist ved et ca. 300 år langt tomrum mellem den yngste palæolitiske og den ældste mesolitiske besættelse. Det ældste mesolitiske sted er Chwalim, der ligger i det vestlige Schlesien; det er cirka 150 år ældre end de mesolitiske steder beliggende mod øst i det centrale og nordøstlige Polen. Således trængte den mesolitiske befolkning frem fra vest efter en 300 år lang bosættelsespause og bevægede sig gradvist mod øst. Manglen på gode flintråstofforsyninger i den tidlige mesolitiske polske perioder er blevet fortolket således, at de nye ankomne mennesker endnu ikke var bekendt med de bedste lokale kilder til flint, hvilket beviser deres fremmede oprindelse.

## Betydning
Den ukrainske arkæolog L. Zalizniak (1989, s. 83-84) mener, at Kunda-kulturen i Central-Rusland og det baltiske område og andre såkaldte post-swideriske kulturer stammer fra den swideriske kultur. Sorokin (2004) afviser "kontakt" -hypotesen vedrørende dannelsen af Kunda-kultur og fastholder, at den stammede fra de sæsonbestemte migrationer af swiderianere ved begyndelsen af pleistocæn og i holocæn, da menneskelig ophold altovervejende var baseret på jagt på rensdyr. Mange af de tidligste mesolitiske steder i Finland er post-swiderianske; disse inkluderer Ristola-lokaliteten i Lahti og Saarenoja 2-lokaliteten i Joutseno med stenredskaber af importeret flint, samt Sujala-stedet i Utsjoki i Lapland. Råmaterialerne for stenredskaberne fra Sujala stammer fra Varanger-halvøen i det nordlige Norge. Med hensyn til denne region er den almindelige opfattelse i dag, at den tidligste bosættelse af den nordnorske kyst stammer fra Fosna-kulturen i den vestlige og sydvestlige kyst af Norge og i sidste ende repræsenterer afløseren efter den palæolitiske Ahrensburg-kultur, der kendes i det nordvestlige Europa, herunder Danmark. Kombinationen af et kystråmateriale og en stenbearbejdningsteknik, der er typisk for sen palæolitisk og meget tidlig mesolitisk tid i Nordeuropa, antydede oprindeligt, at Sujala var samtidigt med fase 1 i det mesolitiske norske finmark (egentlig Komsakultur), dateret til mellem 7.000 og 8.000 f.Kr. Foreslåede paralleller med stenklingeteknologien blandt de tidligste mesolitiske fund i det sydlige Norge ville have placeret fundet nærmere eller endda før 8.000 f.Kr. En foreløbig forbindelse til de tidlige nordnorske bosættelser modsiges imidlertid af formen på de sammenstødende punkter og af klingereduktionsteknologien fra Sujala. Den bifaciale formede tang og ventrale retouchering på spidsen af pilespidserne og den teknik, der anvendes til fremstilling af stenklinger, er sjældne eller fraværende i ahrensburgske sammenhænge, men meget karakteristiske for de såkaldte post-swideriske kulturer i det nordvestlige Rusland. Der kan også findes paralleller til Sujala-kernerne. Sujala-aggregatet betragtes i øjeblikket uden tvivl post-swiderian og er dateret med radiocarbon til 9.265-8.930, hvor den sande alder er ca. 8.300-8.200 f.Kr. En så tidlig mesolitisk indflydelse fra Rusland eller Østersøen kan indebære en revidering af tidligere tanker om koloniseringen af kysten ved Barentshavet.